# Narcissus arundanus
Narcissus arundanus är en amaryllisväxtart som beskrevs av Francisco Javier Fernández Casas. Narcissus arundanus ingår i släktet narcisser, och familjen amaryllisväxter. Inga underarter finns listade i Catalogue of Life.